# فیفا ۲۲
فیفا ۲۲ (به انگلیسی: FIFA 22) یک بازی ویدئویی شبیه‌سازی فوتبال است که توسط الکترونیک آرتس به عنوان نسخه ۲۰۲۲ از سری فیفا منتشر شد. این ۲۹مین نسخه در مجموعه بازی‌های فیفا به‌شمار می‌رود که در تاریخ ۱ اکتبر ۲۰۲۱ برای مایکروسافت ویندوز، پلی‌استیشن ۴، ایکس‌باکس وان، گوگل استادیا، پلی‌استیشن ۵، اکس‌باکس سری اکس و سری اس و نینتندو سوئیچ منتشر شد.
دمو این بازی در ۱۱ ژوئیه ۲۰۲۱ با حضور ۱۰ تیم باشگاه فوتبال اتلتیکو مادرید، بروسیا دورتموند، آث میلان، اینتر میلان، لیورپول، چلسی، پاری سن ژرمن، رئال مادرید، منچستر سیتی و تاتنهام هاتسپر منتشر شد. و کیلین ام‌باپه بازیکن فرانسوی در نسخه‌های استاندارد، آلتیمیت و چیمپیونز روی جلد بازی حضور دارد.

## تغییرات

### هایپرموشن
اصلی‌ترین بخش مربوط به این نسخه از فیفا، هایپرموشن می‌باشد که انحصارا برای نسخه‌های گوگل استادیا، پلی‌استیشن ۵ و اکس‌باکس سری اکس و سری اس می‌باشد. در این فناوری، داده‌های یک بازی واقعی یازده به یازده توسط یادگیری ماشین و شبکه عصبی ضبط شده و تمامی حرکات اعم از حرکات پا، دست و صورت بر روی بازی قرار می‌گیرد تا شاهد حرکات واقع گرایانه تری در هنگام بازی از تیم‌ها باشیم. در این حالت بازیکنان واقعی با پوشیدن لباس‌های سنسور دار به بازی عادی خود می‌پردازند و جزئیات حرکات بازیکنان تجزیه تحلیل شده و در هنگام بازی کردن قرار می‌گیرد. این قابلیت باعث اضافه شدن ۴۰۰۰ انیمیشن جدید از جمله حالت‌های جدید در گیم پلی بازی، کنترل توپ، حرکات دروازه‌بان و نبردهای نفر به نفر شده‌است.

### گرافیک بازی
از مشکلات بزرگی که بازی فیفا ۲۲ دارد این است که گرافیک بازی نسبت به نسخه‌های قبلی در کنسول‌های نسل ۸ تغییری نداشته‌است. شرکت ای‌ای تمام تمرکز خود در رفع مشکلات بازی فیفا ۲۲ را روی کنسول‌های نسل ۹ گذاشت و در حال حاضر پلی‌استیشن ۵ و اکس‌باکس سری اکس این بازی را با کیفیت باورنکردنی اجرا می‌کنند. اما فیفا ۲۲ در کنسول‌های نسل ۸ با فیفا ۲۱ و نسخه‌های قبلی تفاوت چندانی ندارد.

### کریر
مهم‌ترین تغییر در بخش کریر، ساخت یک تیم با نام، پرچم، استادیوم و پرچم اختصاصی می‌باشد. بازیکن قادر خواهد بود تیمی را بسازد و آن را در هر لیگی که مد نظرش با هر سطحی قرار بدهد و با مدیریت خود تیم را به لیگ‌های سطح بالاتر برساند. بازیکن می‌تواند تیم خود را با هر میزان قدرتی انتخاب کنند و آن‌ها را پیشرفت دهد. قدرت پیشرفت بازیکنان نیز با تمرین دادن به صورت درختی می‌باشد تا با تمرین دادن بازیکنان بتوان میزان پیشرفت هر بازیکن را بهتر تجربه کرد. تعداد انیمیشن‌های جدیدی از جمله شادی بازیکنان در رختکن و هنگام گل حساس در لحظات پایانی نیز اضافه شده‌است.

### ولتا
اصلی‌ترین بخش اضافه شده به بخش ولتا، اضافه شدن بخش پارتی ولتا می‌باشد. در این بخش می‌توان با به صورت آنلاین ولتا را با دوستان در حالت‌های جدیدی مانند وسطی، فوتبال تنیس، حمله سریع، بازی دیواری، کرنر و زمین دیسکو به شکل‌ها و قانون‌های مختلف بازی کرد. تکنیک‌های شوت قدرتی، تکل و سرعت نیز به آن اضافه شده‌است. قابلیت درخت رشد برای بازیکنان حاضر در بخش آنلاین ولتا نیز اضافه شده‌است و هر بازیکن را می‌توان بهبود قدرت و تکنیک داد.

### پروکلاب
اصلی‌ترین تغییرات مربوط به پروکلاب در بخش بازی در برابر دوستان می‌باشد. در این بخش می‌توان دوستان خود را به راحتی به بازی اضافه کرد و همچنین می‌توان بدون خروج از باشگاه فعلی با دیگر دوستان خود به بازی بپردازید. میزان سفارشی سازی در بخش پروکلاب نیز با تغییرات زیادی همراه بوده‌است. بازیکنان قابلیت سفارشی سازی در پیراهن، استادیوم، پرچم، موسیقی در حین پخش شدن گل و نام تیم که توسط گزارشگر عنوان می‌شود.

### آلتیمیت
در آلتیمیت هم تمرکز بیشتر بازی بر روی سفارشی سازی بوده‌است. بازیکنان قابلیت سفارشی سازی در پیراهن، استادیوم، پرچم، موسیقی در حین پخش شدن گل و نام تیم که توسط گزارشگر عنوان می‌شود را خواهند داشت. علاوه بر تغییرات در بخش سفارشی سازی‌ها آیکان‌های جدید رابین فن پرسی، ایکر کاسیاس، آنتونیو دی ناتاله، یرژی دودک، ماریو گومز، سامی الجابر، یورگن کولر، دیگو میلیتو، رابی کین، تیم کیهیل، کلینت دمپسی، ایوان کوردوبا، اوله گونر سولشر، فردریک لیونبرگ، خورخه کامپوس، جو کول، عبدی پله ،فرناندو مورینتس ،کافو و وین رونی به بازی اضافه شده‌است.

### لیگ‌ها و تیم‌ها
در بازی فیفا ۲۲ تعداد ۳۰ لیگ، بیش از ۷۰۰ تیم و ۱۲۵ استادیوم فوتبال از ۱۷ کشور دنیا شبیه‌سازی شده‌است. تیم‌های آتالانتا و لاتزیو به صورت انحصاری با قراردادی به بازی ئی‌فوتبال پیوستند و با نام اصلی در بازی فیفا ۲۲ حضور ندارند. باشگاه‌های بولونیا و فیورنتینا نیز همانند اینترمیلان و آث میلان با قراردادی به صورت انحصاری در فیفا ۲۲ حضور دارند. در بین مسابقات و جام‌ها، لیگ کنفرانس اروپا نیز به این نسخه اضافه شده‌است. در بخش تیم‌های ملی، تیم ملی اوکراین و در بخش باشگاهی تیم‌های فرنتس‌واروش، آپوئل و هایدوک اسپلیت به این نسخه اضافه شده‌اند. همچنین در بین لیگ‌ها، در نسخه جدید فیفا لیگ برتر هند به این بازی اضافه شده‌است. از استادیوم‌های شبیه‌سازی شده در این نسخه نیز می‌توان به ورزشگاه استادیو دا لوز ورزشگاه خانگی فوتبال بنفیکا، ورزشگاه بیلفلدر زمین اختصاصی باشگاه آرمینیا بیله‌فلد، ورزشگاه رینو د ناوارا ورزشگاه خانگی اوساسونا، ورزشگاه رامون کارانزا زمین اختصاصی باشگاه فوتبال کادیس و ورزشگاه دراگو ورزشگاه باشگاه فوتبال پورتو اشاره کرد.

### گزارشگران
برای اولین بار در تاریخ نسخه‌های فیفا الکس اسکات به عنوان اولین گزارشگر زن به فیفا ۲۲ اضافه شد و  نتایج همزمان و موقعیت‌های خطرناک بازی‌های همزمان را گزارش می‌کند. درک ری و استوارت رابسون گزارشگران اصلی این نسخه هستند.

## نقدهای بازی
| گردآورنده | امتیاز                    |
| --------- | ------------------------- |
| متاکریتیک | (PS5) 78/100 (XSX) 78/100 |

| ناشر         | امتیاز         |
| ------------ | -------------- |
| گیم اینفورمر | 7/10           |
| گیم‌اسپات     | 8/10           |
| گیمز ریدار+  | [ ۱۶ ]         |
| آی‌جی‌ان       | 7/10 (NS) 2/10 |
| نینتندو لایف | (NS)           |
| پوش اسکوئر   | [ ۲۰ ]         |
| گاردین       | [ ۲۱ ]         |

بازی فیفا ۲۲ با توجه به بازبینی جمعی در متاکریتیک یک بازی محبوب تلقی شد و به جز مشکلاتی که در نسخه نینتندو سوئیچ وجود داشت، در نسخه‌های دیگر نتایج قابل قبول و مثبتی داشت.

## ۳۰ بازیکن برتر بازی
1. لیونل مسی(۹۳)
2. روبرت لواندوفسکی (۹۲)
3. کیلین ام‌باپه (۹۱)
4. کریستیانو رونالدو (۹۱)
5. کوین دی بروینه (۹۱)
6. نیمار (۹۱)
7. یان اوبلاک (۹۱)
8. هری کین (۹۰)
9. انگولو کانته (۹۰)
10. مانوئل نویر (۹۰)
11. مارک-آندره تر اشتگن (۹۰)
12. محمد صلاح (۸۹)
13. جانلوئیجی دوناروما (۸۹)
14. کریم بنزما (۸۹)
15. یزوا کیمیش (۸۹)
16. ویرجیل فن دایک (۸۹)
17. سون هیونگ-مین (۸۹)
18. الیسون بکر (۸۹)
19. تیبو کورتوا (۸۹)
20. کاسمیرو (۸۹)
21. ادرسون مورائس (۸۹)
22. سادیو مانه (۸۹)
23. ارلینگ هالند (۸۸)
24. لوییس سوارز (۸۸)
25. سرخیو راموس (۸۸)
26. برونو فرناندز (۸۸)
27. روملو لوکاکو (۸۸)
28. رحیم استرلینگ (۸۸)
29. تونی کروس (۸۸)
30. کیلور ناواس (۸۸)

منبع

## سفیرهای بازی
سفیرهای بازی فیفا ۲۲ براساس اعلام ای‌ای اسپورتس:
- کیلین ام‌باپه
- فیل فودن
- داوید آلابا
- سون هیونگ-مین
- کریستین پولیسیچ
- ترنت الکساندر-آرنولد

## آیکان‌های جدید
- رابین فن پرسی
- ایکر کاسیاس
- آنتونیو دی ناتاله
- یرژی دودک
- ماریو گومز
- سامی الجابر
- یورگن کولر
- دیگو میلیتو
- رابی کین
- تیم کیهیل
- کلینت دمپسی
- ایوان کوردوبا
- اوله گونر سولشر
- خورخه کامپوس
- جو کول
- عبدی پله
- فرناندو مورینتس
- کافو
- وین رونی